# 진라면
진라면은 오뚜기라면이 제조하고 오뚜기가 판매하는 라면이다. 맛의 종류로는 순한맛과 매운맛의 두 가지 종류가 있으며, 컵라면 타입으로 진라면큰컵과 미니컵타입 순한맛과 매운맛 2가지가 더 있다. 순한맛은 노란색 바탕의 봉지에 청색으로 제품명이 표기되어 있으며, 매운맛은 노란색 바탕의 봉지에 적색으로 제품명이 표기되어 있다.
면의 노란색은 1990년대 라면의 유해성 시비 문제로 안심할 수 있다는 의식을 만들기 위해서 비타민 C를 첨가했기 때문에 노란색이다.

## 역사
원래는 1984년부터 1987년까지 존재했던 청보식품에서 생산했던 진곱배기였으며, 1987년 청보식품이 부도가 나자 오뚜기가 인수 합병하여 지금까지 생산하고 있다.
1988년 라면 시장에 나온 진라면은 2018년 평창동계올림픽을 맞이을 하여 진라면 골드에디션으로 팔고 있다. 2018년 6월 기준 누적 판매량 50억 개를 기록하는 기염을 토해냈다. 2018년부터 2020년까지는 진라면 30주년 스페셜 에디션으로 호안 미로의 작품을 제품 겉면에 인쇄한 제품을 팔고 있다. 2020년 진라면 NEW 패키지가 출시하면서 판매하고 있다. 2025년 진라면 약간매운맛으로 출시되었다.

## 제품
진라면 순한맛
1988년 3월에 출시한 진라면 순한맛 버전이다. 처음에는 된장 베이스로 출시가 되었으나 이후 고춧가루 베이스로 변경되었다. 

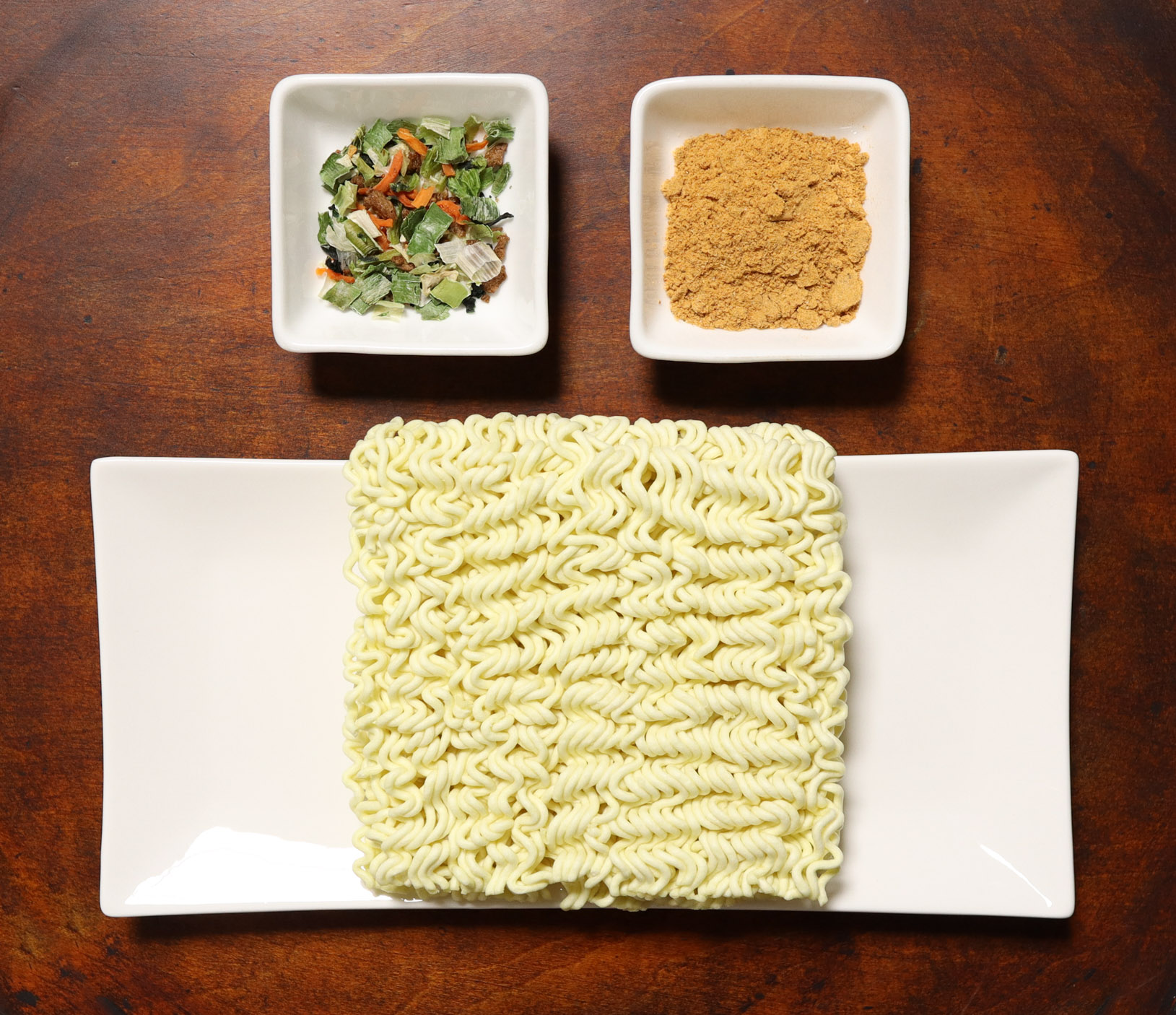
진라면 순한맛 재료
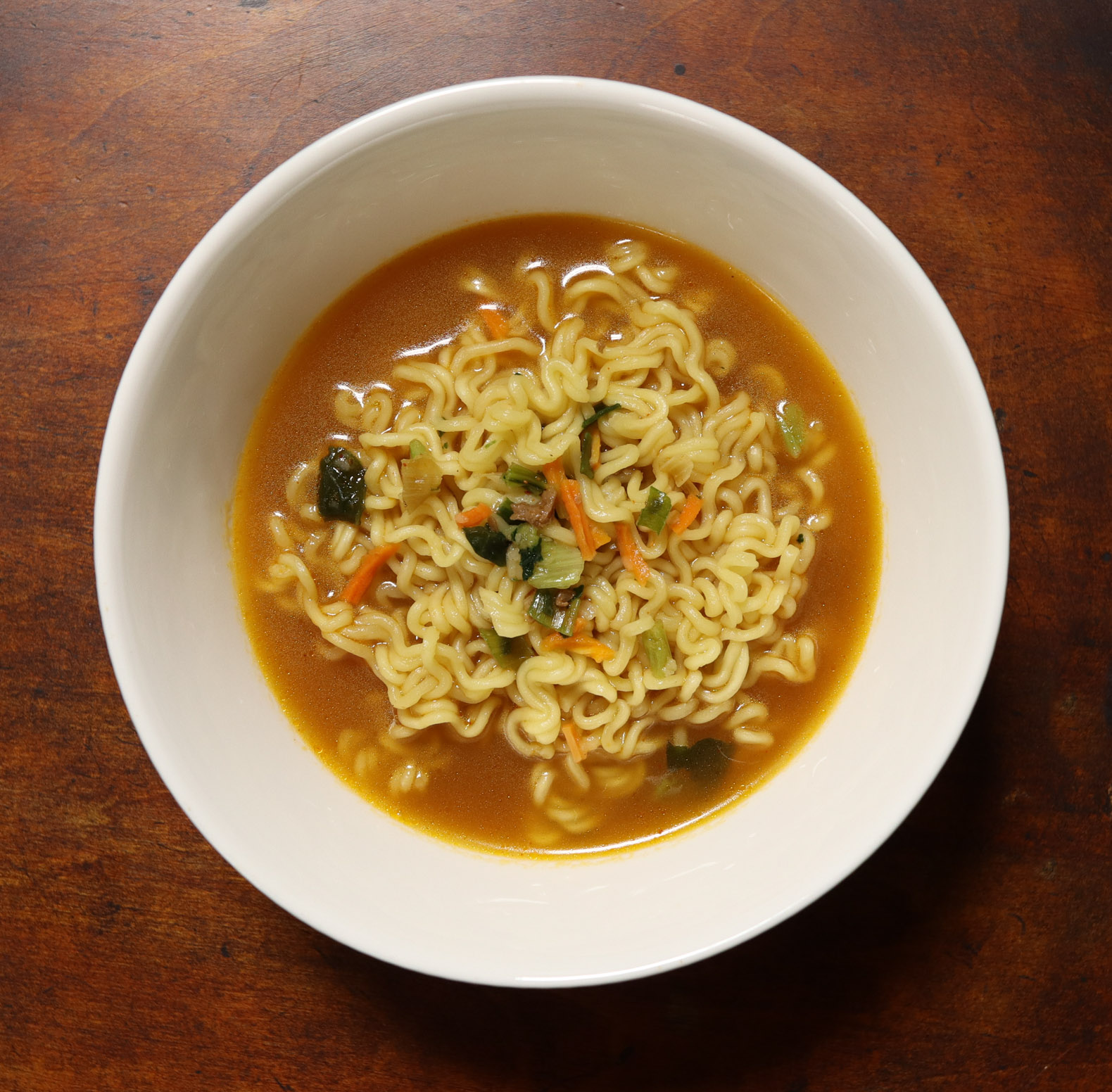
진라면 순한맛
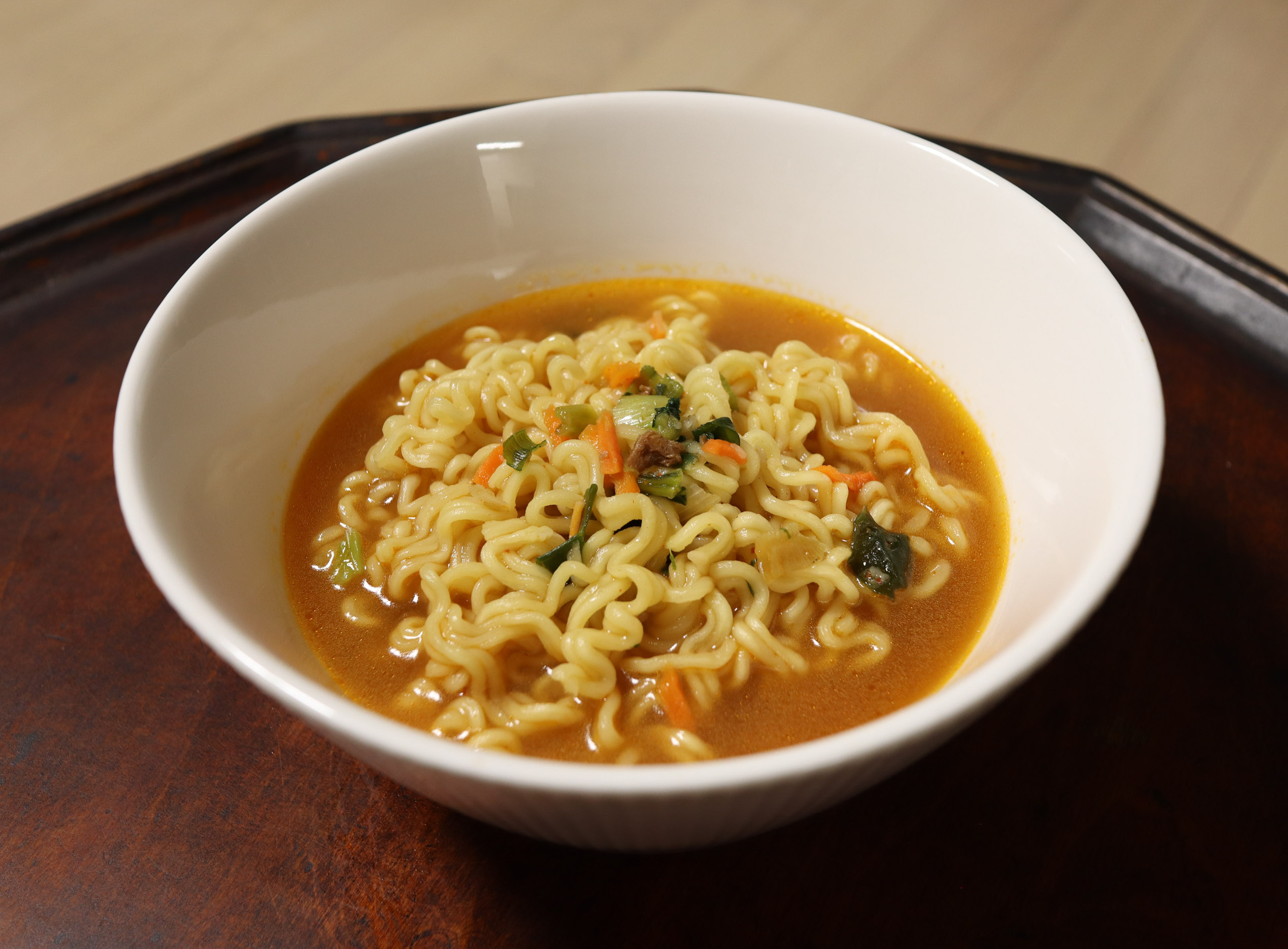
진라면 순한맛

진라면 매운맛
1988년 3월에 출시한 진라면 매운맛 버전이다.

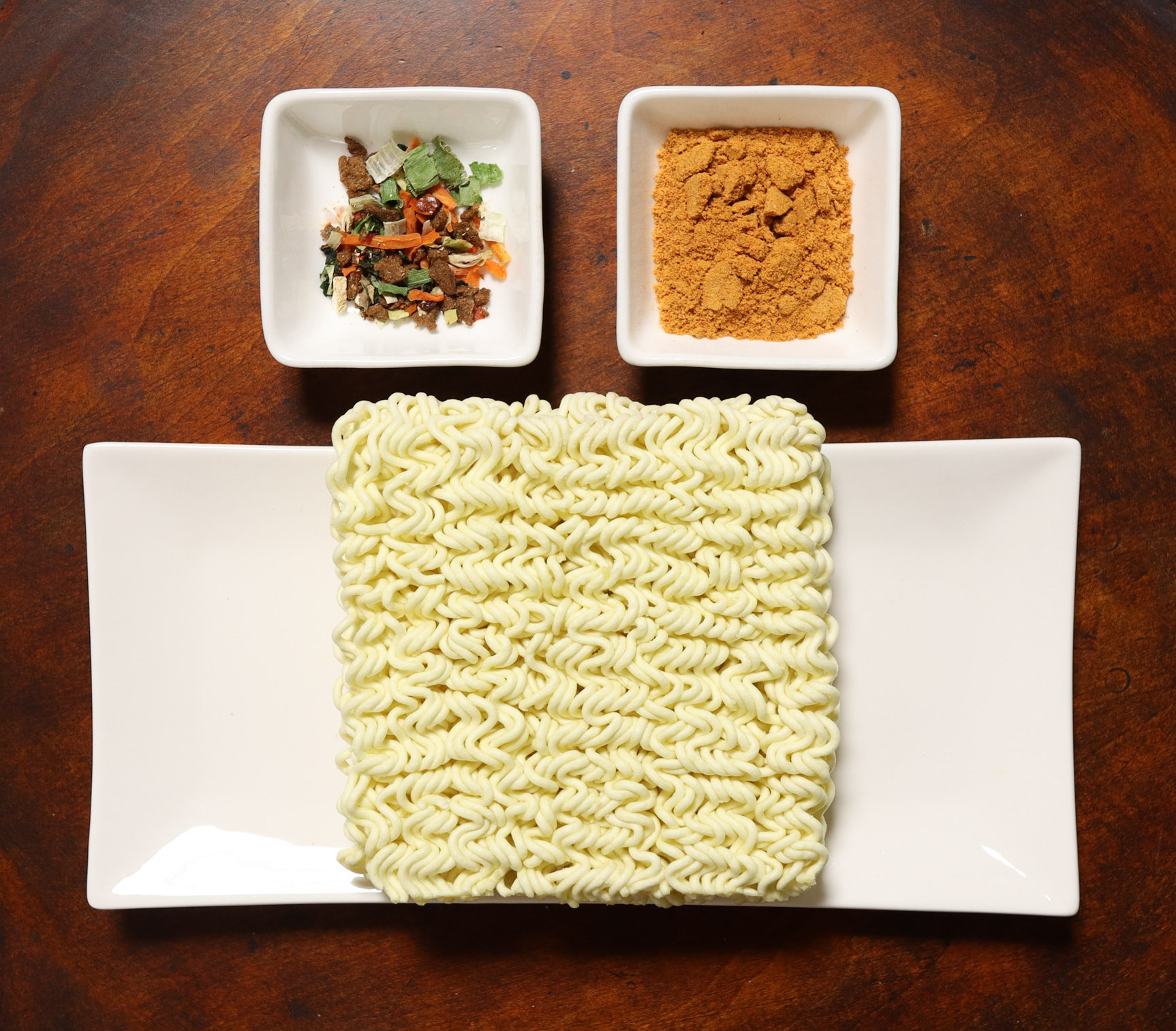
진라면 매운맛 재료
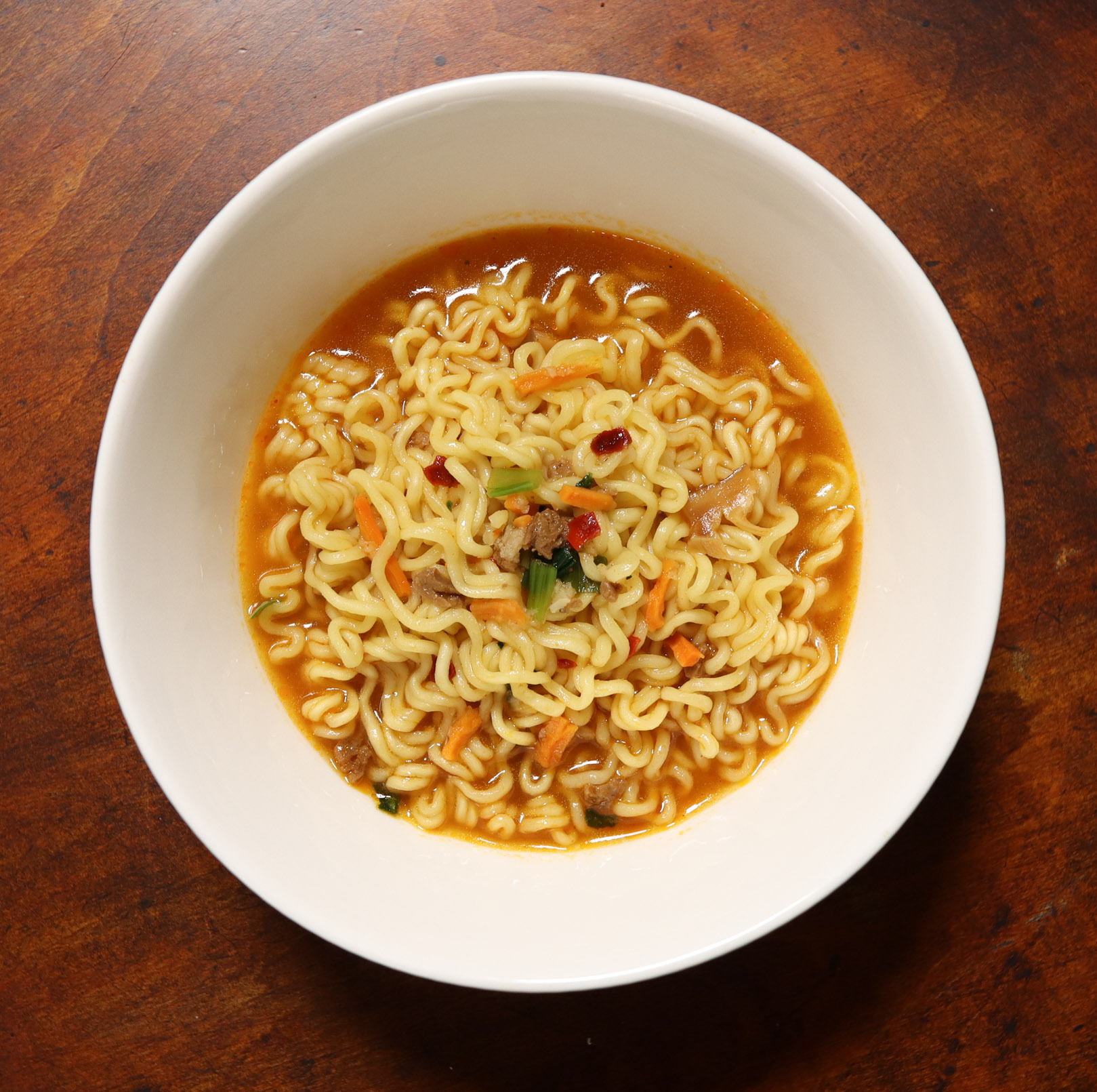
진라면 매운맛
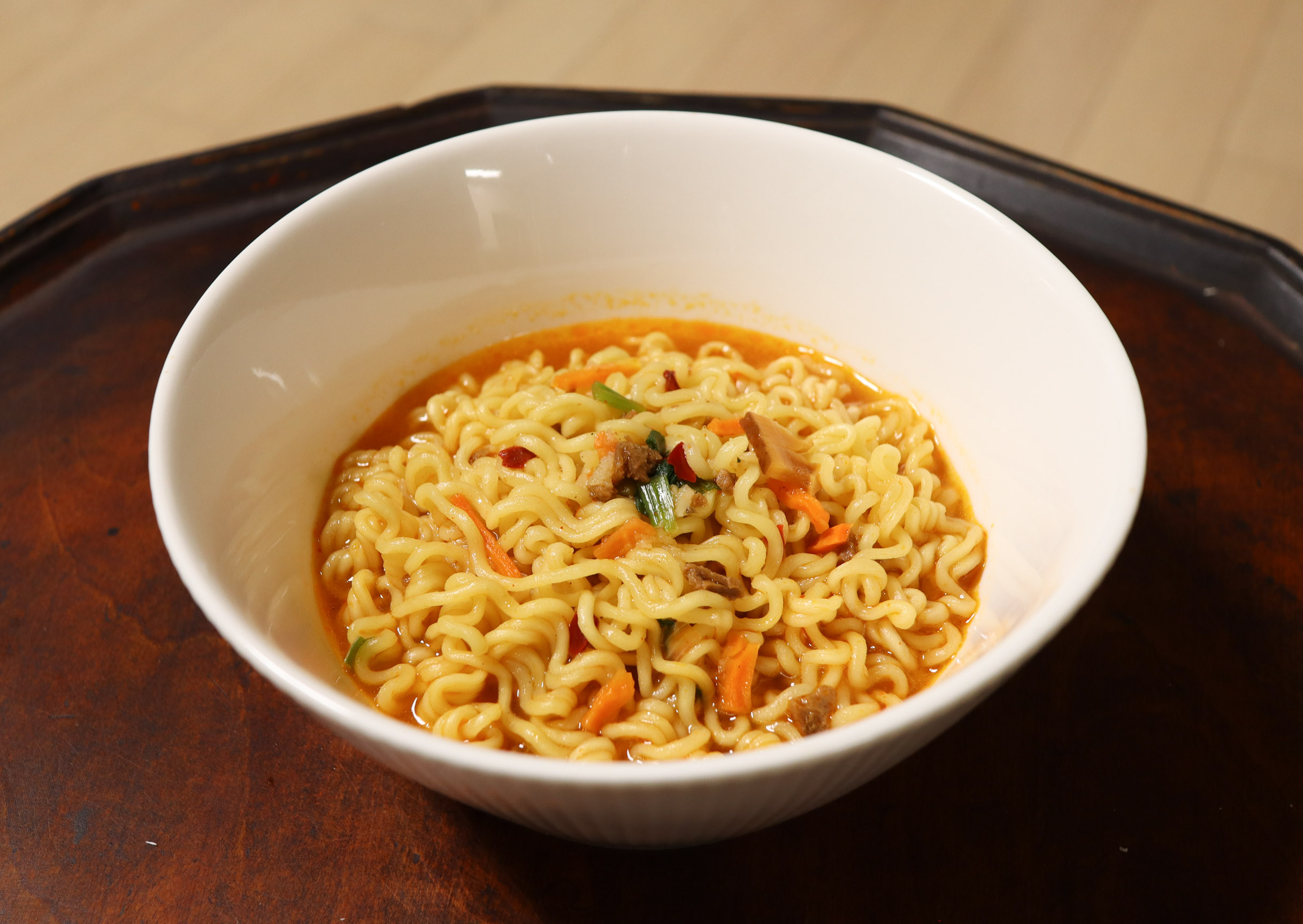
진라면 매운맛

## 같이 보기
- 라면
- 컵라면
- 오뚜기
- 신라면
- 삼양라면